# Mylabris connexa
Mylabris connexa es una especie de coleóptero de la familia Meloidae. El nombre científico de la especie fue validado en 1872.

## Distribución geográfica
Habita en Sudáfrica.